# Wýaçeslaw Krendelew
Wýaçeslaw Nikolaýewiç Krendelew (in russo Вячеслав Николаевич Кренделёв?, Vjačeslav Nikolaevič Krendelëv; Aşgabat, 24 luglio 1982) è un ex calciatore turkmeno, di ruolo centrocampista.